# Admete nodosa
Admete nodosa är en snäckart som beskrevs av Addison Emery Verrill och Smith 1885. Admete nodosa ingår i släktet Admete och familjen Cancellariidae. Inga underarter finns listade i Catalogue of Life.